# Триумф-Палас
«Триу́мф-Пала́с» — жилой небоскрёб в Хорошёвском районе Москвы. 

## История

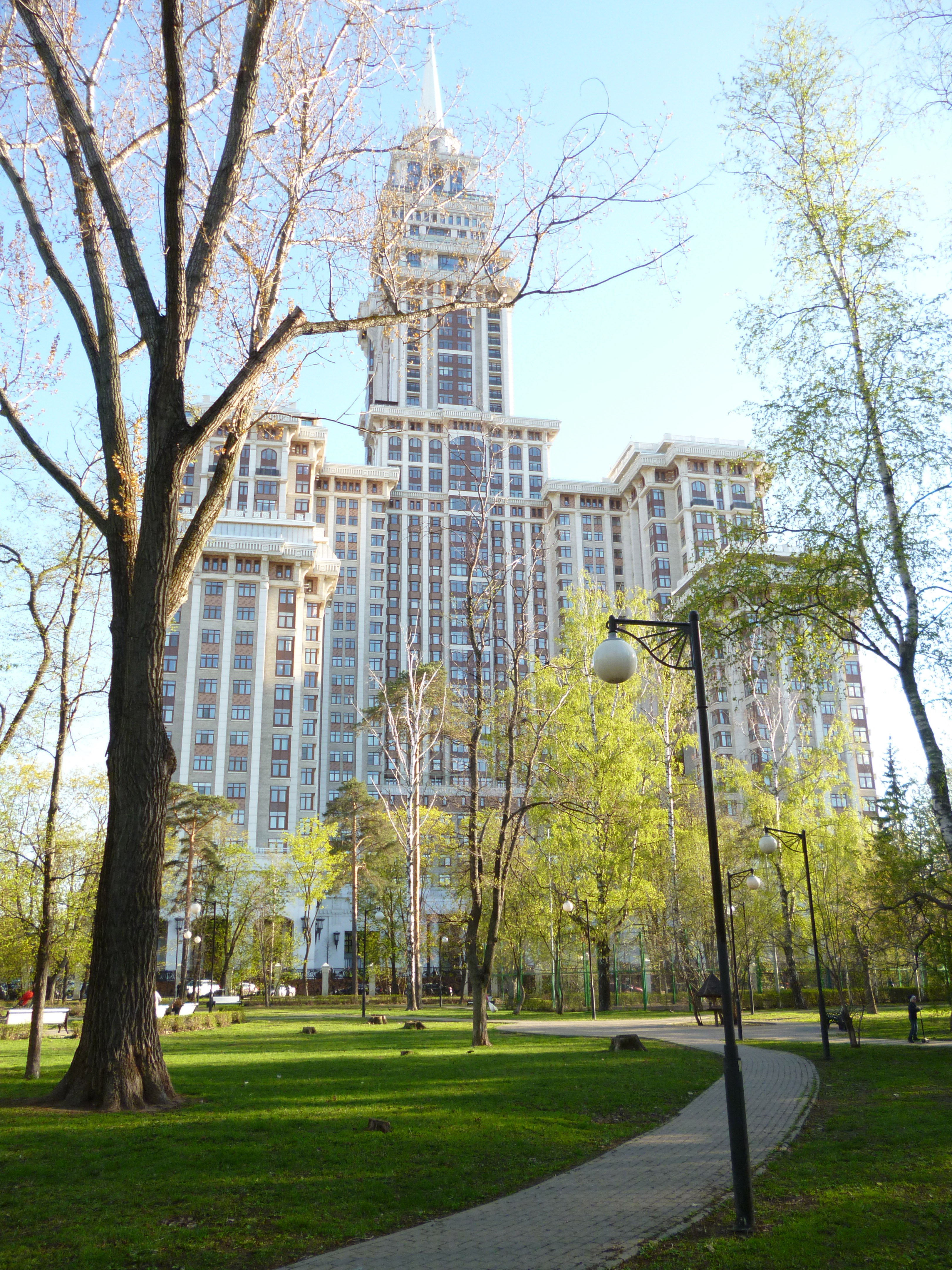
Вид со стороны Чапаевского парка

«Триумф-Палас» был спроектирован коллективом архитектурно-проектного бюро «Тромос» под руководством Андрея Трофимова по техническому заданию компании Донстрой, которое изначально предполагало стилизацию под сталинские высотки. По словам Трофимова, архитекторы ориентировались на архивные чертежи «семи сестёр» и перебирали варианты высотности и пропорции, пока не нашли оптимальные. Участок для строительства в Чапаевском переулке возле Ленинградского шоссе был выделен московскими властями из земель, по генеральному плану 1971 года зарезервированных под отводы хордовой магистрали, которая должна была соединить улицу Народного Ополчения с улицей Академика Королёва. 
В процессе строительства по настоянию «Донстроя» в проект было внесено множество изменений. Архитекторы отказались от первоначального решения нижних ярусов здания, добавили в проект шпиль, а общая высота здания (без учёта шпиля) увеличилась на 80 метров, что привело к конфликтам с проверяющими органами и вызвало критику даже со стороны Юрия Лужкова. 
С момента установки шпиля в декабре 2003 года «Триумф-Палас» стал высочайшим жилым зданием Европы, что было зафиксировано представителями книги рекордов Гиннесса, и ещё год после завершения в 2006 году оставался самым высоким зданием Москвы до ввода в эксплуатацию 3-й, самой высокой башни комплекса «Башня на Набережной».
В первых рекламных кампаниях новостройки «Донстрой» акцентировал внимание на стилизации под сталинскую архитектуру и именовал небоскрёб «восьмой сестрой» или «восьмой высоткой Москвы», но подобные слоганы вызывали шквал критики со стороны москвичей, что вынудило компанию избегать подобных заявлений. По свидетельству архитектурного критика Николая Малинина, в 2005 году руководство издания, где он работал, настояло на включении «Триумф-Паласа» в список «10 лучших зданий Москвы» из-за зависимости от крупных рекламных контрактов с «Донстроем».

## Легенды и мифы
Застройщик принял решение использовать для небоскрёба фундамент заложенного многими годами ранее спортивного центра, не рассчитанный на высокие нагрузки планируемого жилого здания, и вышел на участок до получения заключения экологической экспертизы и прочей разрешительной документации. Спешка не пошла проекту на пользу: из-за высокой подвижности грунтов на раннем этапе строительства обрушилась одна из стен, а вибрация привела к образованию трещин в расположенных поблизости зданиях школы и офисного центра.

## Архитектура
«Триумф-Палас» состоит из 9 секций разной этажности, размещённых на общем 5-этажном стилобате. Доминантой служит центральная 57-этажная секция высотой 264,1 метра с учётом 48-метрового шпиля сложной конструкции. Шпиль был собран из 8 модулей весом 4—8 тонн, которые поштучно доставляли на 200-метровую высоту вертолётом Ми-10К и монтировали в течение 5—10 часов каждый. 
Все секции здания имеют отдельные входы, включая парадный вход со стороны Чапаевского парка. 
В стилобате размещены общественные помещения, этажи с 11-й по 38-й занимают 987 квартир и пентхаус, последние 3 этажа — гостиница. 
В оформлении фасадов «Триумф-Паласа» использованы травертин и керамогранит, общие помещения решены с использованием гранита, мрамора и венецианской штукатурки.
Главный архитектор «Триумф-Паласа» Андрей Трофимов в интервью утверждал, что выбрал для здания единственно верное расположение, а его архитектурное решение было рассчитано на поклонников классической архитектуры и любителей отечественной истории. Однако после постройки «Триумф-Палас» стал объектом широкой критики в архитектурном сообществе. Отдельно отмечались недостатки проекта в сравнении со сталинскими высотками, принципы формообразования которых небоскрёб пытался воспроизвести. В частности, критики указывали на неудачное расположение здания торцом к Ленинградскому шоссе и в отрыве от перспектив улиц, непродуманные пропорции, из-за которых ярусный силуэт небоскрёба «проваливается» относительно узкого центрального объёма, а также невыразительное и механистичное решение фасадов, лишённых художественно-декоративной артикуляции неоклассических сталинских зданий.

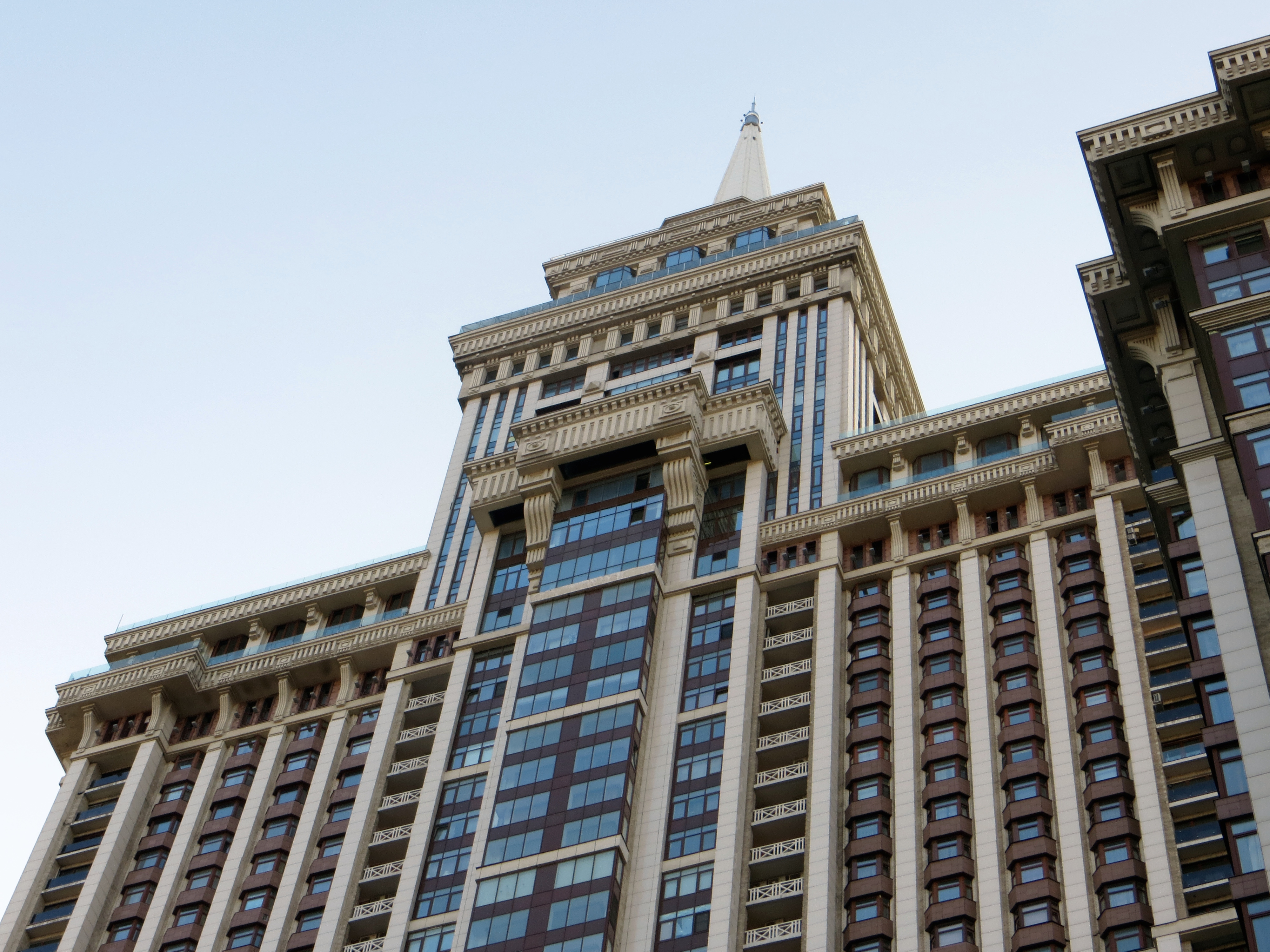
Верхняя часть
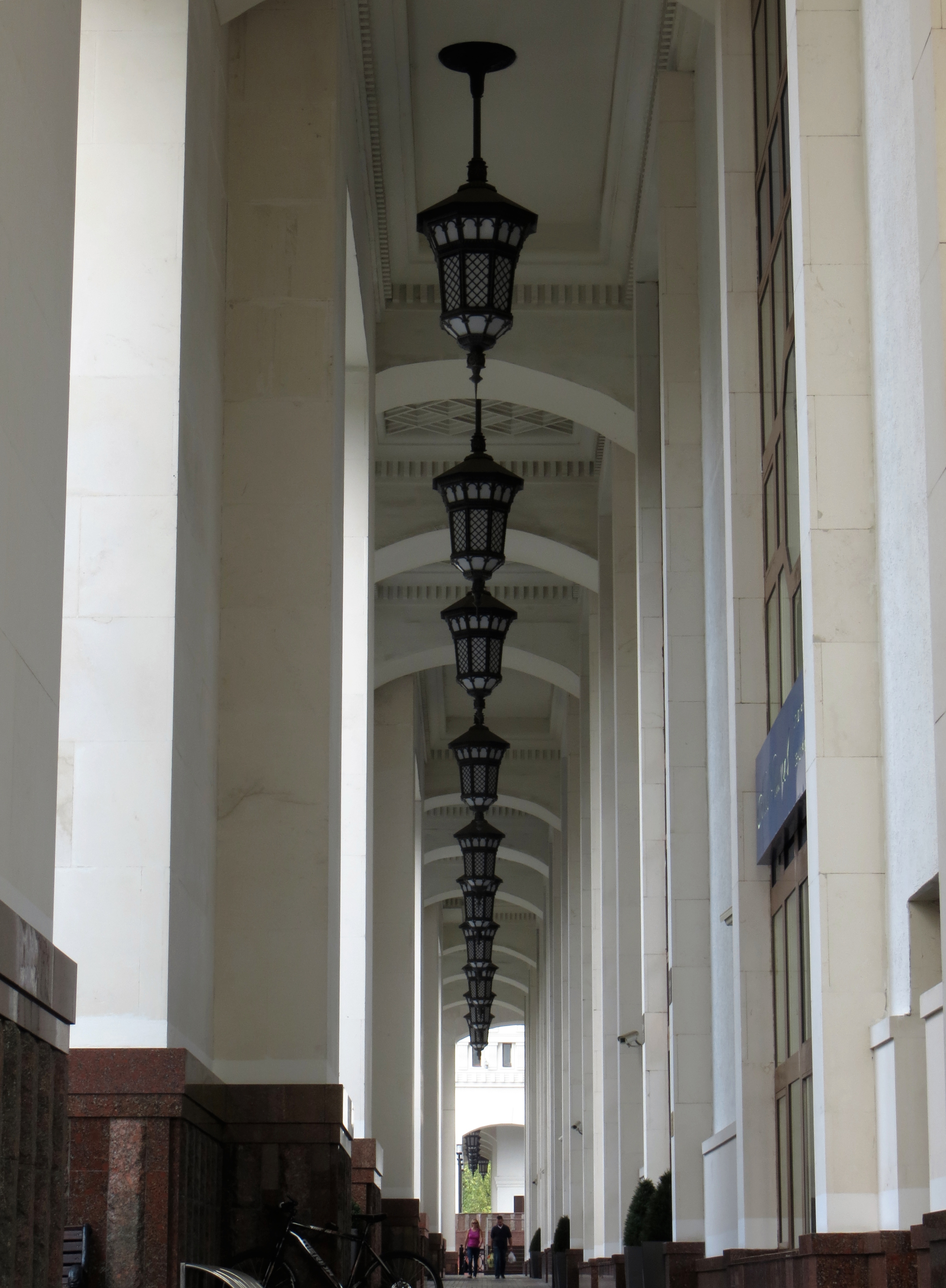
Крытый тротуар во дворе
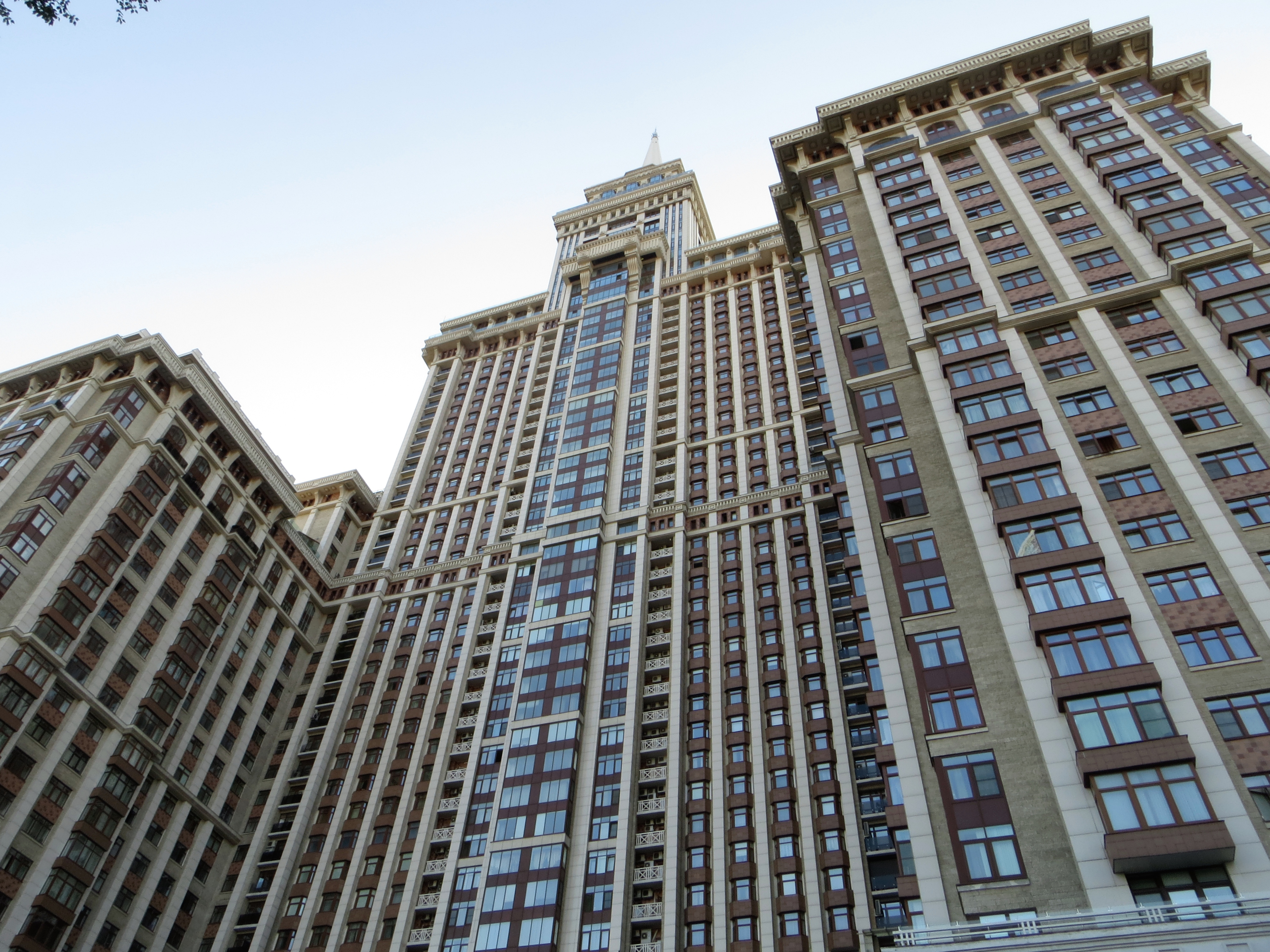
Центральная секция

## Жильцы

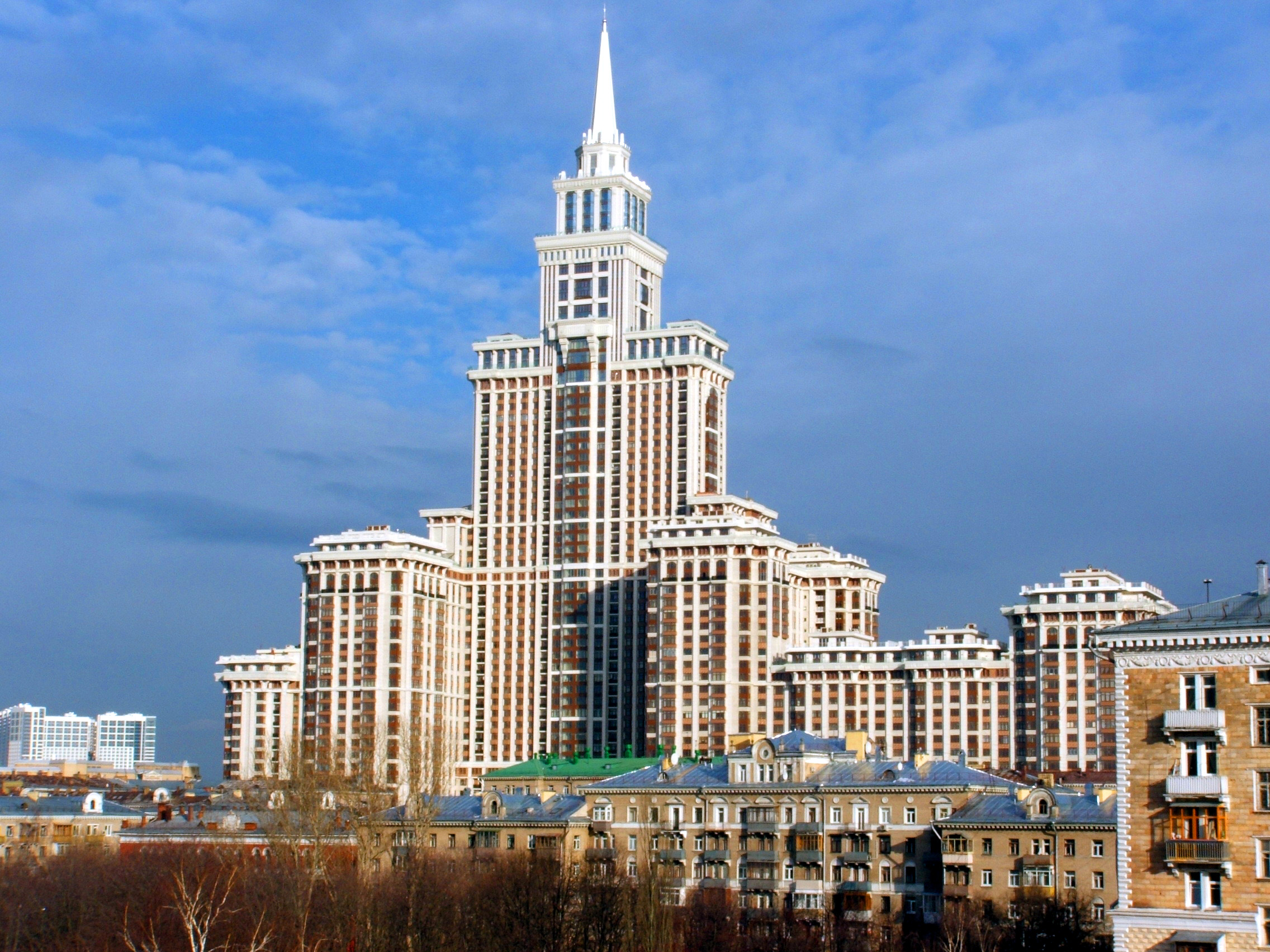
Дом на фоне окружающей застройки

Высокая стоимость квартир в «Триумф-Паласе» определила круг его жильцов. Среди них — музыканты и исполнители Дима Билан, Марина Абросимова и Алсу Абрамова, актриса театра и кино Марина Зудина, член Совета Федерации Алексей Пушков, продюсер Максим Фадеев. Известно, что некоторое время социальная сеть «ВКонтакте» арендовала пентхаус «Триумф-Паласа» для своего вице-президента по коммерции Ильи Перекопского.

### Конфликт суправляющей организацией
В январе 2013 года на 15-м этаже небоскрёба произошёл пожар, жертвой которого стала 32-летняя женщина-лифтёр, оказавшаяся в заклинившем лифте на задымлённом этаже, где не сработала система пожаротушения. Проведённая после трагедии экспертиза МЧС выявила более 150 нарушений техники безопасности, что подогрело недовольство жильцов компанией «ДС-эксплуатация», дочерним предприятием «Донстроя». В совокупности с завышенными тарифами это подтолкнуло жильцов к созданию ТСЖ, конфликту с «Донстроем» и судебным тяжбам, в которых суд встал на сторону жильцов, отстранил «ДС-эксплуатацию» от обслуживания здания и обязал компенсировать превышение установленных городскими властями тарифов на коммунальное обслуживание.